# Critical Reviews in Analytical Chemistry
Critical Reviews in Analytical Chemistry, abgekürzt Crit. Rev. Anal. Chem., ist eine wissenschaftliche Fachzeitschrift, die vom Taylor & Francis-Verlag veröffentlicht wird. Die Zeitschrift wurde 1970 unter dem Namen CRC Critical Reviews in Analytical Chemistry gegründet und 1989 auf den jetzigen Namen gekürzt. Derzeit erscheint die Zeitschrift viermal im Jahr. Es werden Übersichtsartikel aus allen Bereichen der analytischen Chemie veröffentlicht.
Der Impact Factor lag im Jahr 2019 bei 4,568. Nach der Statistik des ISI Web of Knowledge wurde das Journal 2014 in der Kategorie analytische Chemie an 45. Stelle von 74 Zeitschriften geführt.